# Lim Ji-yeon
Lim Ji-yeon (née le 23 juin 1990) est une actrice sud-coréenne. Après avoir commencé sa carrière d'actrice dans des pièces de théâtre et des courts métrages, Lim décroche son premier rôle principal en 2014 dans le thriller érotique Obsessed,,,,,.

## Biographie

### Jeunesse
Lim Ji-yeon a étudié les arts dramatiques à la Korea National University of Arts.

### Carrière
Connue pour interpréter des rôles demandant de la nudité, en 2014, Lim a joué dans Obsessed, un thriller érotique sud-coréen qui lui a fait connaître la gloire. Elle y joue le rôle principal aux côtés de Song Seung-heon. En évoquant les scènes de nu, Lim a révélé que cela ne la dérangeait pas, et que pour elle tourner dans ce film était un rêve qui devenait réalité. En 2015, Lim apparaît dans le film historique provocateur The Treacherous, dans lequel elle n'a pas pu résister de jouer, du fait de « ses scénarios forts et de ses caractéristiques charismatiques ».
En 2015, Lim a joué un rôle principal dans la série télévisée High Society, aux côtés de la chanteuse et actrice Uee.

## Filmographie

### Film
| Année | Titre                | Rôle         | Notes         |  |
| ----- | -------------------- | ------------ | ------------- |  |
| 2014  | Dear, Lim            |              | court métrage |  |
| 2014  | Obsessed             | Jong Ga-heun |               |  |
| 2015  | The Treacherous      | Dan-hee      |               |  |
| 2016  | Luck Key             | Song Eun-joo |               |  |
| 2019  | Tazza: One Eyed Jack | Young-mi     |               |  |
| 2021  | Spiritwalker         | Moon Jin-ah  |               |  |

- 2024 : Revolver (리볼버) de Oh Seung-uk : Jeong Yoon-seon

### Séries télévisées
| Année | Titre        | Rôle                      | Chaîne  |
| ----- | ------------ | ------------------------- | ------- |
| 2015  | High Society | Lee Ji-yi                 | SBS     |
| 2016  | Jackpot      | Dam-seo                   | SBS     |
| 2016  | Doctor Crush | Lee Soo-jung (ép. 7 et 8) | SBS     |
| 2016  | Blow Breeze  | Kim Mi-poong              | MBC     |
| 2022  | The Glory    | Park Yeon Jin             | Netflix |

### Émissions
| Année | Titre             | Chaîne | Notes                           |
| ----- | ----------------- | ------ | ------------------------------- |
| 2015  | Law of the Jungle | SBS    | Membre du casting (ép. 154-162) |
| 2015  | Section TV        | MBC    | MC                              |
| 2016  | Running Man       | SBS    | Invitée (ép. 281, 320)          |

### Vidéoclips
| Année | Chanson       | Artiste(s) |
| ----- | ------------- | ---------- |
| 2015  | "Love You"    | SG Wannabe |
| 2015  | "Good Memory" | SG Wannabe |

## Récompenses et nominations
| Année | Cérémonie                                     | Catégorie                                       | Travail nommé | Résultat   |
| ----- | --------------------------------------------- | ----------------------------------------------- | ------------- | ---------- |
| 2014  | 23e Buil Film Awards                          | Meilleure nouvelle actrice                      | Obsessed      | Lauréat    |
| 2014  | 34e Korean Association of Film Critics Awards | Meilleure nouvelle actrice                      | Obsessed      | Lauréat    |
| 2014  | 51e Grand Bell Awards                         | Meilleure nouvelle actrice                      | Obsessed      | Lauréat    |
| 2014  | 35e Blue Dragon Film Awards                   | Meilleure nouvelle actrice                      | Obsessed      | Nomination |
| 2015  | 10e Max Movie Awards                          | Meilleure nouvelle actrice                      | Obsessed      | Nomination |
| 2015  | 51e Baeksang Arts Awards                      | Meilleure nouvelle actrice                      | Obsessed      | Nomination |
| 2015  | 8e Korea Drama Awards                         | Meilleure nouvelle actrice                      | High Society  | Lauréat    |
| 2015  | 4e APAN Star Awards                           | Meilleure nouvelle actrice                      | High Society  | Lauréat    |
| 2015  | SBS Drama Awards                              |                                                 | High Society  |            |
| 2015  | Prix de la nouvelle star                      | Lauréat                                         | High Society  |            |
| 2016  | 35e MBC Drama Awards                          | Prix d'Excellence, Actrice dans un drama sériel | Blow Breeze   | Lauréat    |